# Пагаруша (Студеничани)
Пагаруша (мкд. Пагаруша) је насеље у Северној Македонији, у северном делу државе. Пагаруша припада општини Студеничани, која окупља јужна предграђа Града Скопља.

## Географија
Пагаруша је смештена у северном делу Северне Македоније. Од најближег већег града, Скопља, насеље је удаљено 20 km југоисточно.
Насеље Пагаруша је у оквиру историјске области Торбешија, која се обухвата јужни обод Скопског поља. Насеље је смештено на северним падинама планине Китка. Јужно од насеља издиже се планина Китка. Надморска висина насеља је приближно 560 метара.
Месна клима је континентална.

## Становништво
Пагаруша је према последњем попису из 2002. године имала 227 становника.
Претежно становништво у насељу су Турци (99%).
Већинска вероисповест је ислам.